# ТЕС Бібіяна-Південь
24°38′6″ пн. ш. 91°39′39″ сх. д. / 24.63500° пн. ш. 91.66083° сх. д.
ТЕС Бібіяна-Південь — теплова електростанція, що споруджується на північному сході Бангладеш.
Станція матиме один парогазовий блок комбінованого циклу потужністю 400 МВт, в якому одна газова турбіна потужністю живитиме через котел-утилізатор одну парову турбіну. Паливна ефективність блоку повинна становити 53,4 %.
Станція розрахована на використання природного газу, який надходитиме з розташованого за кілька кілометрів родовища Бібіяна (станом на 2019 рік давало 50 % видобутку блакитного палива у Бангладеш). Для роботи на повній потужності ТЕС потребуватиме 1,84 млн м3 газу на добу.
Видача продукції відбувається по ЛЕП, розрахованій на роботу під напругою 400 кВ.
Блок планували ввести у дію в грудні 2020-го, проте на хід проєкту могла впливати епідемія COVID-19. Проєкт реалізують через державну компанію Bangladesh Power Development Board, при цьому побіч ТЕС Бібіяна-Південь розташовано майданчики ТЕС Бібіяна III тієї самої компанії та приватної ТЕС Бібіяна II.